# Barranca del Tule
Barranca del Tule är en ort i Mexiko.   Den ligger i kommunen Bolaños och delstaten Jalisco, i den centrala delen av landet, 600 km nordväst om huvudstaden Mexico City. Barranca del Tule ligger 1 792 meter över havet och antalet invånare är 136.
Terrängen runt Barranca del Tule är varierad. Runt Barranca del Tule är det mycket glesbefolkat, med 5 invånare per kvadratkilometer. Närmaste större samhälle är Tuxpan de Bolaños, 16,0 km sydväst om Barranca del Tule. I omgivningarna runt Barranca del Tule växer huvudsakligen savannskog.